# Priene
Priene (Græsk: Πριήνη, Priēnē) var en by i Oldtidens Grækenland, beliggende i Ionien (der senere blev en del af Anatolien).
Priene blev grundlagt af grækerne omkring 1000 f.Kr. på plateauer på skråningerne af bjerget Mycale, omkring 67 km fra den senere etablerede tyrkiske by Aydin.
På det tidspunkt, hvor byen blev grundlagt strakte den sig fra Middelhavet op til 380 meters højde, men århundreders forandringer af landskabet har i dag skubbet Priene længere tilbage i landskabet.
37°39′35″N 27°17′52″Ø / 37.65972°N 27.29778°Ø